# Boris Porchnev
Boris Porchnev (russe : Бори́с Фёдорович По́ршнев), né en 1905 et mort en 1972, est un historien et cryptozoologue soviétique, connu pour ses travaux sur les révoltes populaires dans la France d'Ancien Régime, menés notamment à partir des archives du fonds Séguier.
Il est aussi docteur en sciences sociales ayant travaillé en psychologie, en Préhistoire et en neurolinguistique au sujet des origines de l'homme.
Il s'est également intéressé aux témoignages sur les « hommes sauvages » signalés en URSS et a suggéré qu'il pourrait s'agir de néandertaliens ayant survécu jusqu'à nos jours, théorie non prouvée et très critiquée par la communauté scientifique. 